# Desmodium affine
Espèce
Desmodium affine est une espèce de plantes à fleurs de la famille des Fabaceae.